# Подсусед — Врапче
Подсусед — Врапче је градска четврт у самоуправном уређењу града Загреба.
Градска четврт је основана Статутом Града Загреба 14. децембра 1999. године.
По подацима из 2001. године површина четврти је 36,05 km², а број становника 42.360.
Четврт обухватаа западни део града, северно од Алеје Болоња.
Јужни део четврти је урбанизован, и у њему се истичу насеља Гајнице, Подсусед и Врапче. На северу се на брдима налази низ полусеоских насеља.